# Saint-Paul-de-Vézelin
Saint-Paul-de-Vézelin ist eine Ortschaft und eine Commune déléguée in der französischen Gemeinde Vézelin-sur-Loire mit 328 Einwohnern (Stand: 1. Januar 2022) im Département Loire in der Region Auvergne-Rhône-Alpes.

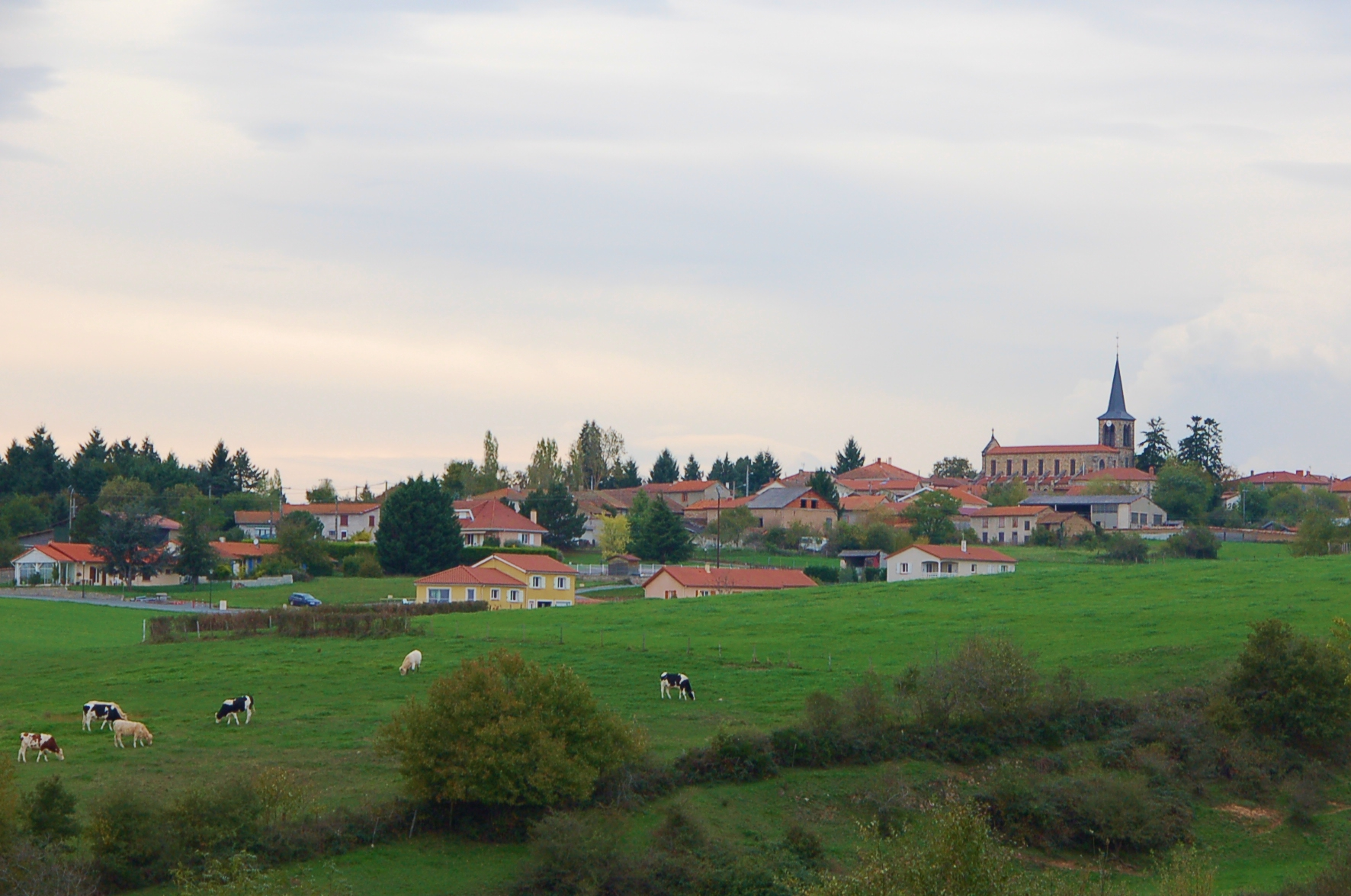
Ortsansicht

Die Gemeinde Saint-Paul-de-Vézelin wurde am 1. Januar 2019 mit Dancé und Amions zur Commune nouvelle Vézelin-sur-Loire zusammengeschlossen. Die Gemeinde Saint-Paul-de-Vézelin gehörte zum Arrondissement Roanne und zum Kanton Boën-sur-Lignon.

## Bevölkerungsentwicklung
| Jahr      | 1962 | 1968 | 1975 | 1982 | 1990 | 1999 | 2006 | 2017 |
| Einwohner | 371  | 345  | 314  | 293  | 308  | 299  | 294  | 320  |

## Politik
Bürgermeister seit 2001 waren:
- 2001–2008 Christian Dupin
- 2008–0000 Michel Darmet[1]